# ینی‌یول، شمکور
ینی‌یول (به لاتین: Yeni yol، تا ۵ اکتبر ۱۹۹۹ لنین‌آباد Leninabad) یک منطقه مسکونی در جمهوری آذربایجان است که در شهرستان شمکور واقع شده است. ینی‌یول ۲۰۱۲ نفر جمعیت دارد.